# Sorbus domestica

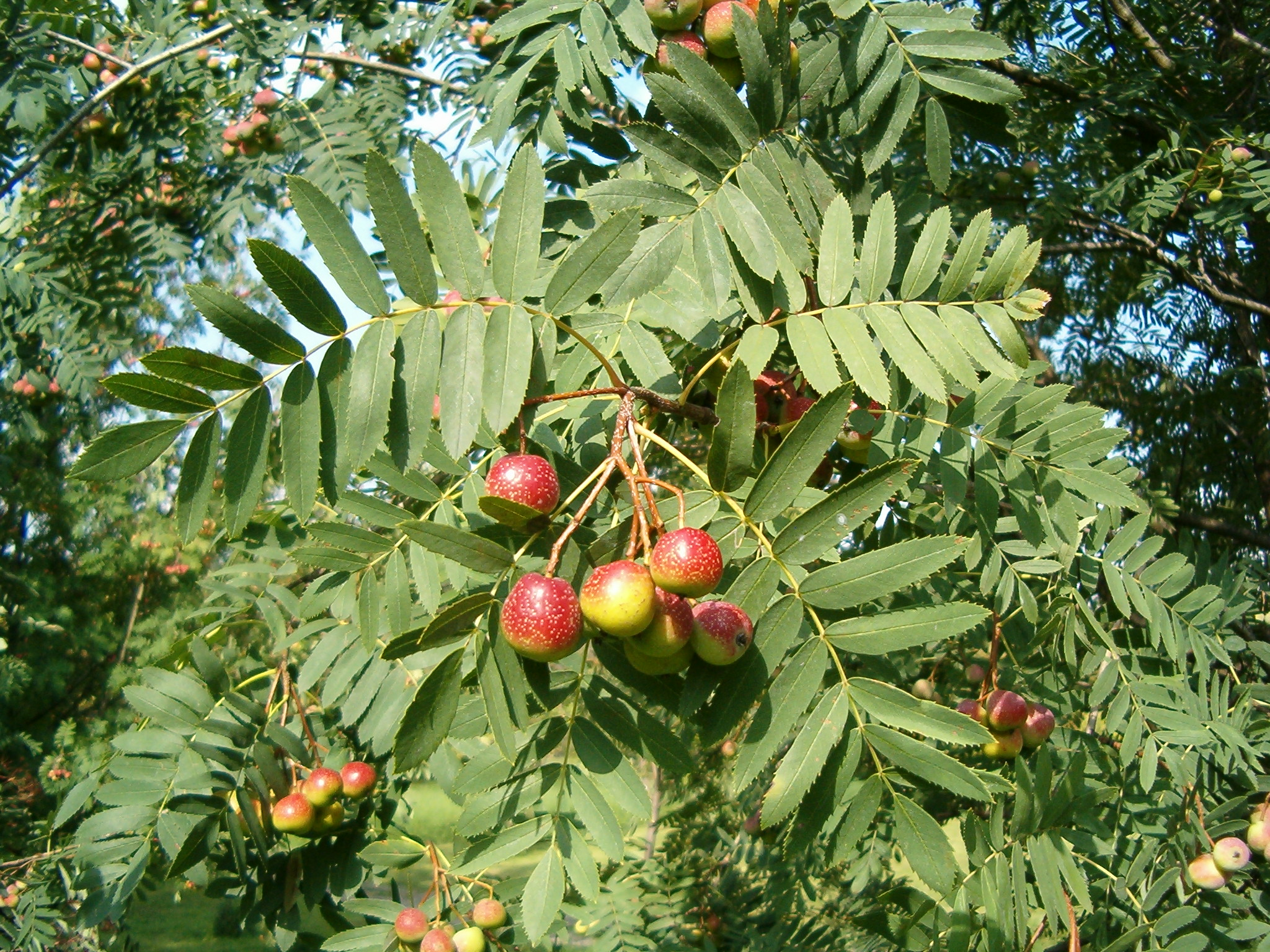

Sorbus domestica là loài thực vật có hoa trong họ Hoa hồng. Loài này được L. mô tả khoa học đầu tiên năm 1753.